# Remlingen (Unterfranken)
Remlingen ist ein Markt im unterfränkischen Landkreis Würzburg und Mitglied der Verwaltungsgemeinschaft Helmstadt. Der Markt ist ein landwirtschaftlich geprägter Wohnort im Einzugsbereich der Städte Würzburg, Marktheidenfeld und Wertheim.

## Geographie
Remlingen liegt im Landkreis Würzburg an der B 8.

### Gemeindegliederung
Es gibt zwei Gemeindeteile (in Klammern ist der Siedlungstyp angegeben):
- Remlingen (Hauptort)
- Holzmühle (Einöde, PLZ 97292)

Es gibt nur die Gemarkung Remlingen.

### Nachbargemeinden
- Triefenstein
- Holzkirchen
- Uettingen
- Greußenheim
- Birkenfeld
- Karbach
- Erlenbach bei Marktheidenfeld

## Name

### Etymologie
Dem Namen Remlingen liegt ein Personenname zugrunde, der durch das Zugehörigkeitssuffix -ing abgeleitet wurde. Die Endung -ingen weist auf eine alamannische Siedlung hin. Wegen der divergenten Überlieferung lässt sich dieser Personenname nicht mit Sicherheit bestimmen. Es kommen Romenus und Ramin infrage.

### Frühere Schreibweisen
Frühere Schreibweisen des Ortes aus diversen historischen Karten und Urkunden:
- 839 „Romininga“
- 1156 „Remeningen“
- 1286 „Ramelingen“
- 1297 „Remelingen“
- 1303 „Remlingen“

## Geschichte

### Bis zur Gemeindegründung
Einer Sage zufolge soll ein Edelmann aus Remlingen im 8. Jahrhundert das Kloster Holzkirchen gegründet haben. Das Dorf Remlingen wurde zum ersten Mal unter dem Abt Rhabanus Maurus von Fulda erwähnt, der am 9. Juli 839 mit dem Gaugrafen Boppo von Henneberg einen Gütertausch vornahm, wobei Grafschaftsgüter in Remlingen an den Abt übergingen. Die königliche Bestätigungsurkunde wurde am 7. Juli 839 von König Ludwig dem Frommen ausgefertigt. Remlingen war auch im Mittelalter ein wichtiger Marktflecken. Weiter war Remlingen eine Poststation an der alten Handelsstraße Prag – Nürnberg – Frankfurt am Main – Brüssel, heute größtenteils identisch mit der Bundesstraße 8.
Das Ensemble umfasst den Ort etwa innerhalb seiner spätmittelalterlichen Befestigungslinie. Aus einem karolingisch-ottonischen Königshof an der wichtigen West-Ost-Straße Frankfurt – Würzburg erwachsen, befand sich der Ort während des Mittelalters im Besitz der Grafen von Wertheim (Um 1400 ließ Johann I. von Wertheim dort eine Zwingburg errichten.); nach dem Aussterben des männlichen Stammes der Grafen von Wertheim im Jahr 1556 war Remlingen seit dem späten 16. bzw. dem frühen 17. Jahrhundert zwischen den erbenden Grafen von Castell und dem Hochstift Würzburg geteilt; diese Teilung ist an den beiden Herrschaftsschlössern am Ortsbild heute noch erkennbar. Einen evangelischen Prediger hatte Remling bereits 1529. Die Herrschaftsgerichte wurden im Reichsdeputationshauptschluss 1803 sowie in der Mediatisierung zwischen Bayern, Baden und dem Großherzogtum Würzburg geteilt, bis 1810 ganz Remlingen Teil des Großherzogtums wurde, mit dem es 1814 an das Königreich Bayern fiel. Im Jahr 1818 entstand die politische Gemeinde.

### Ort
Der rein bäuerliche Ort hat eine Hanglage. In der Talniederung am Bach liegt die einst regelmäßige Vierflügelanlage des ehemaligen würzburgischen Amtsschlosses Remlingen, die im heutigen Baubestand nur mehr bruchstückhaft nachwirkt.
Den höchsten Punkt nimmt das über einer hohen Stützmauer errichtete ehemalige Schloss Remlingen der Grafen zu Castell-Remlingen ein. Am Nordrand des Ortes ließ Graf Heinrich zu Castell ab 1562 eine neue Schlossanlage als Witwensitz für seine Frau Elisabeth von Helfenstein errichten. Seit Ende des 16. Jahrhunderts war das Schloss Hauptsitz der Linie Remlingen der gräflichen Familie. In der etwa rechteckigen, umfriedeten Anlage dominieren der 1565 datierte Weiße und der kleinere, 1578 fertiggestellte Rote Bau – an einem Hang stehende schlichte Putzbauten mit dreigeschossigen Hoffassaden und hohen abgewalmten Satteldächern. 1683 sind sie durch einen massiv gemauerten Gang verbunden worden.

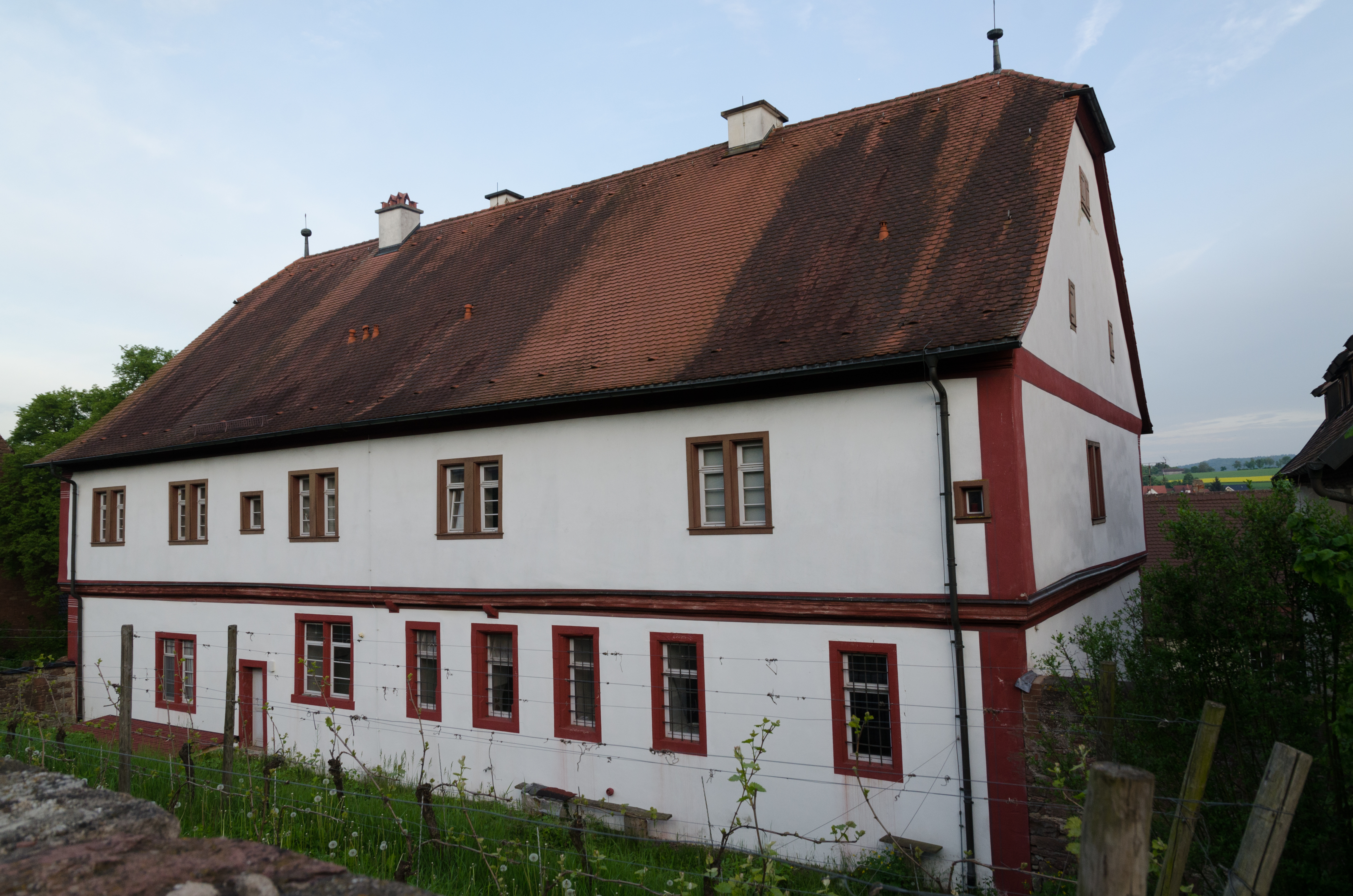
Castell’sches Schloss, Weißer Bau, 1563
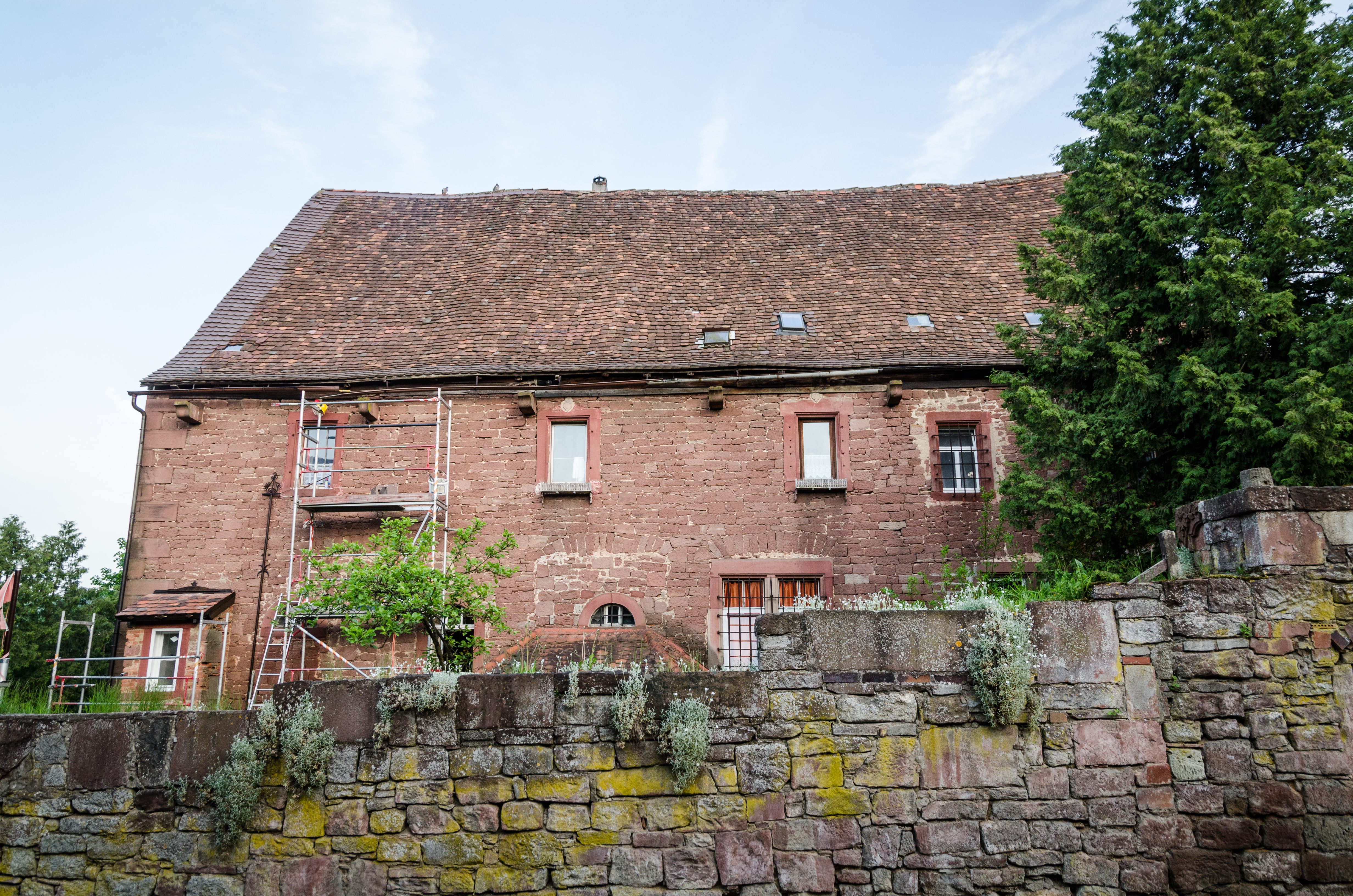
Castell’sches Schloss, Roter Bau, 1578/1683
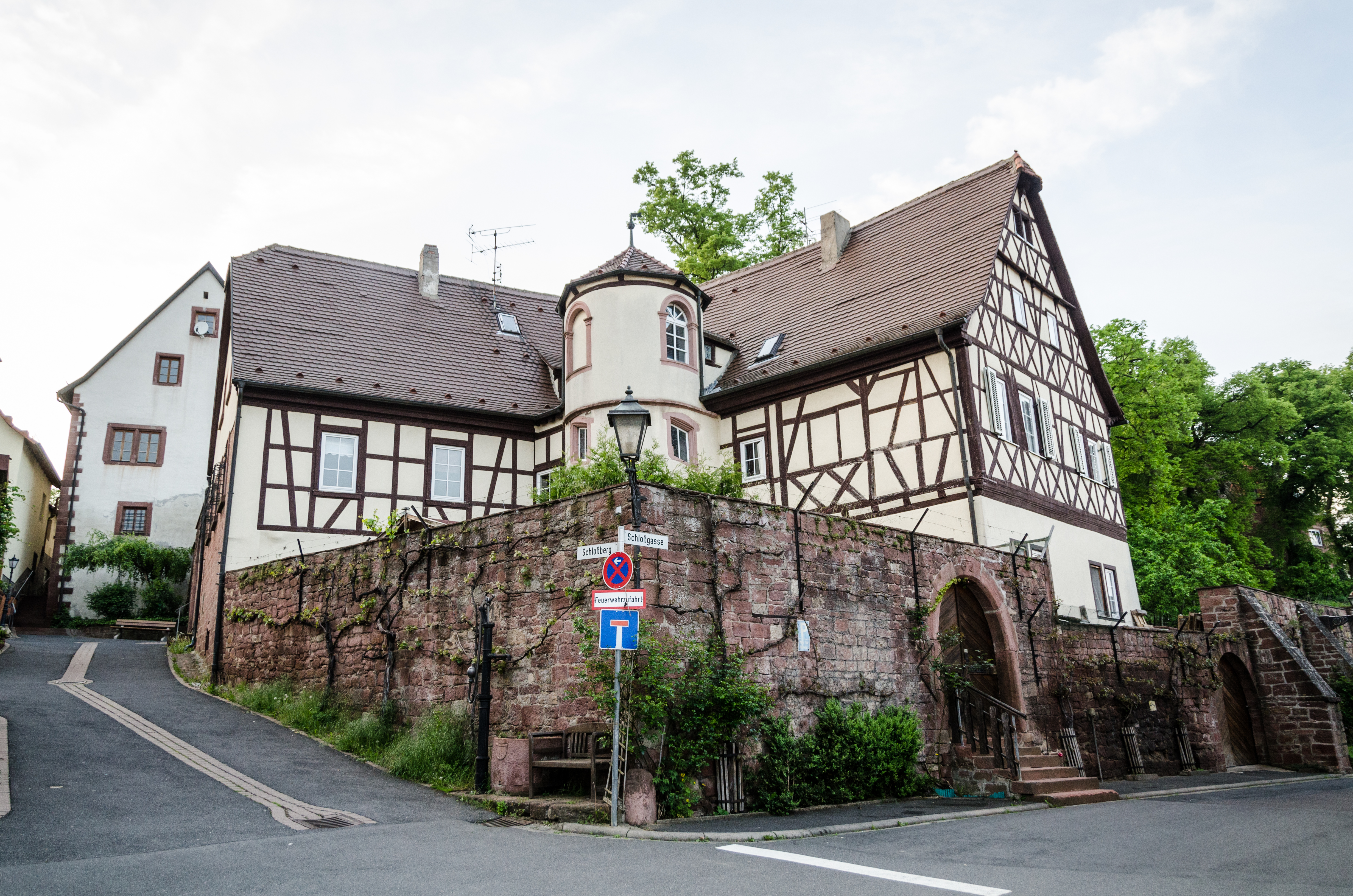
Castell’sches Schloss, Amtshaus, 1536
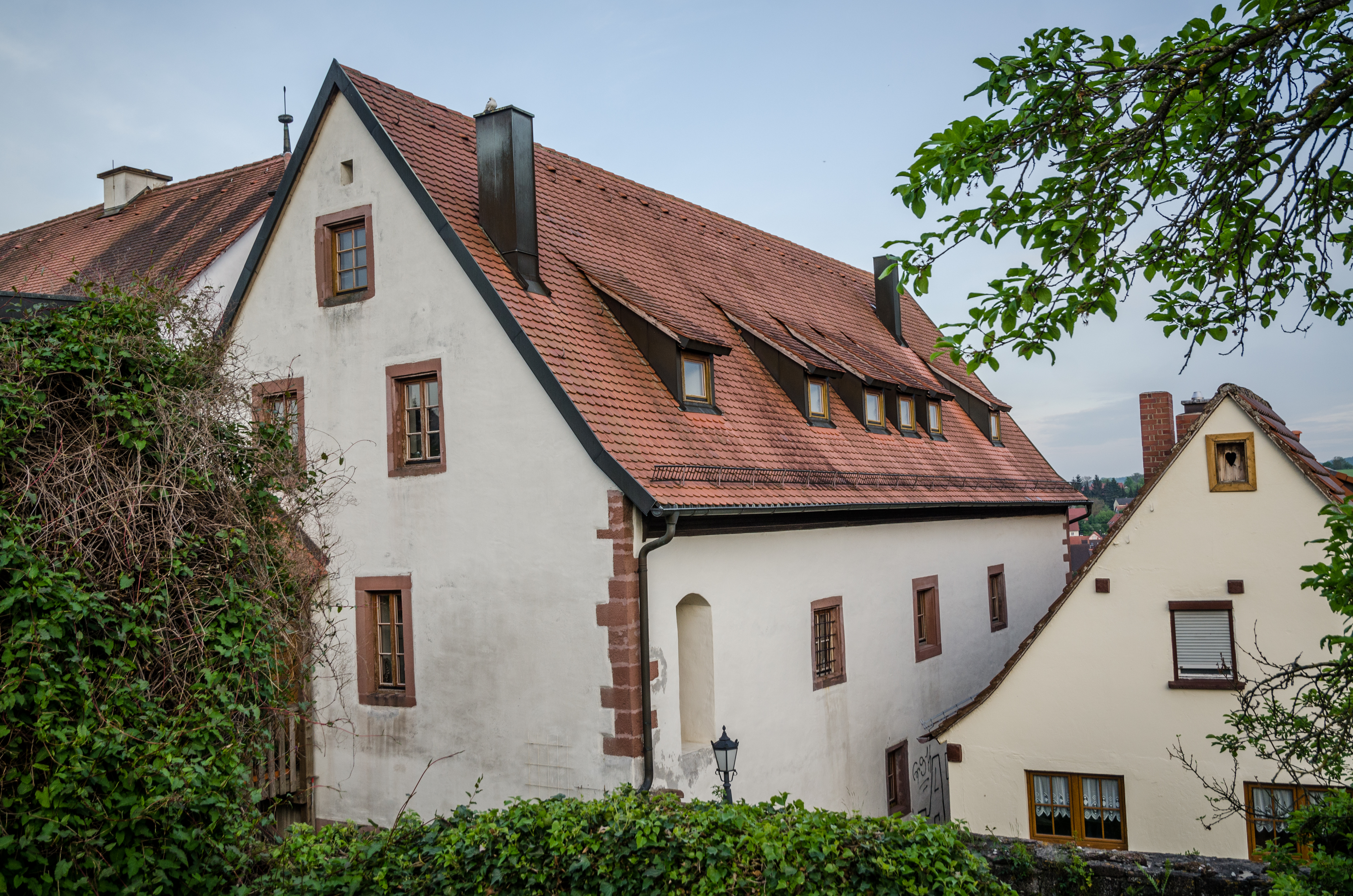
Amtshaus

Einen eigenen abgeschlossenen Bezirk bildet die Pfarrkirche, mit dem sie umgebenden Kirchhof, am Hang ebenfalls hochgelegen. Der Ortsgrundriss ist unregelmäßig und wird nur am Rand durch die Fernwege getragen, die sich hier kreuzen: die West-Ost-Straße bildet beim Talübergang einen Knick um das würzburgische Amtsschloss (Marktheidenfelder und Würzburger Straße); die Nord-Süd-Straße führt vom ehemaligen Oberen Tor entlang der Stützmauer des Castell’schen Schlosses zum Marktplatz; sie verbindet sich dann mit der Würzburger Straße, von der sie sich erst außerhalb des Ortes in Richtung Holzkirchen wieder trennt. Der Ort besaß drei Tore, von denen keines mehr steht. Der Hauptteil des Dorfes entwickelte sich, von den Fernwegen abgewandt, entlang unregelmäßiger Gassenführungen nach Osten (Untere, Lange und Hintere Gasse); es hat seine Mitte in dem kleinen, steil ansteigenden, vom barocken Rathausbau beherrschten Marktplatz. Die Gassen sind ausnahmslos von Bauernhöfen gesäumt, die der Straße jeweils ihr Wohngebäude in Giebelstellung zuwenden. Es handelt sich um heute meist verputzte Fachwerkhäuser des 18. Jahrhunderts. Die häufig auftretende Jahreszahl 1710 lässt auf einen Wiederaufbau nach einem Ortsbrand schließen. Die noch relativ hohe Anzahl historischer Häuser zeichnet den Ort aus.
Der auf Remlinger Gemarkung liegende Höhberg ist einer der ältesten Weinberge in Franken, zum ersten Mal urkundlich erwähnt im Jahre 839.
Remlingen war und ist bekannt für seine drei R: Rinder, Rösser und Runkelrüben. Remlinger Rinder wurden in die ganze Welt exportiert, unter anderem nach Kanada, Südafrika und Frankreich. Bis vor kurzem existierte ein Runkelrübenzuchtverein, dessen Rübensorte Remling sehr begehrt war.
Der Pferdesport wird aktiv und erfolgreich vom örtlichen Reit- und Fahrverein betrieben. Im Abstand von zwei Jahren findet an Pfingsten ein überregional bekanntes Reitturnier auf dem Gelände des Vereins statt.
Den männlichen Rübenzüchter nannte man im Volksmund auch „Remmler“. Aus der Hochblüte des Rübenanbaus ist eine fast skurrile Inschrift am Giebel eines von der B 8 aus sichtbaren Hauses übrig geblieben: „Remlinger Runkelrüben-Zuchtverein“.

### Einwohnerentwicklung
Im Zeitraum 1988 bis 2018 stieg die Einwohnerzahl von 1362 auf 1491 um 129 Einwohner bzw. um 9,5 %. 1997 hatte der Markt 1546 Einwohner.
Quelle: BayLfStat

## Politik

### Bürgermeister
Günter Schumacher (Bürgerblock) ist seit 1. Mai 2020 Erster Bürgermeister. Bei einer Wahlbeteiligung von 71,4 % wurde er am 15. März 2020 mit 61,9 % der Stimmen gewählt. Sein Vorgänger Klaus Elze (Bürgerblock), der von Mai 2002 bis April 2020 im Amt war, kandidierte nicht mehr.

### Gemeinderat
Von 2020 bis 2026 bilden aufgrund der Wahlen vom 15. März 2020 acht Vertreter des Bürgerblocks (64,88 %) und vier Vertreter der CSU (35,12 %) den Gemeinderat.

### Wappen
| Wappen von Remlingen | Blasonierung: „In Silber auf grünem Dreiberg ein Weinstock mit zwei goldenen Trauben und grünen Blättern.“ |
| Wappen von Remlingen | seit dem 18. Jahrhundert geführt                                                                           |

### Partnergemeinden
Die Gemeinde pflegt eine Partnerschaft mit der Gemeinde Effingen, Kanton Aargau in der Schweiz. Bereits seit 1992 gab es freundschaftliche Verbindungen zwischen den Teilnehmern sowie Veranstaltern des Effinger Eierleset und des Remlinger Eierlauf. Diese verfestigten sich im Laufe der Jahre durch gegenseitige Besuche. Am 15. Juli 2007 wurde auf politischer Ebene eine Partnerschaft geschlossen.

### Allianz Waldsassengau
Seit dem 20. November 2014 ist Remlingen zusammen mit zwölf weiteren Gemeinden in der Allianz Waldsassengau organisiert. Der Verein dient der interkommunalen Zusammenarbeit.

## Kultur und Sehenswürdigkeiten

### Bauwerke
- ehemaliges Würzburgisches Amtsschloss Remlingen
- Roter und Weißer Bau des Castell’schen Schlosses Remlingen
- evangelische St.-Andreas-Kirche
- historisches Rathaus
- historische Holzmühle Moulin Hus auf Remlinger Gemarkung am Aalbach

### Regelmäßige Veranstaltungen
- der Weihnachtsmarkt am dritten Advent
- der im September stattfindende Saatmarkt
- Reitturnier an Pfingsten bei geraden Jahreszahlen
- Fahrturnier an Pfingsten bei ungeraden Jahreszahlen
- Eierlauf am Ostermontag

### Lokale Bräuche
- Der Remlinger Eierlauf findet seit 1738 statt.
- Hammeltanz
- Maibaumaufstellung
- Spürle ziehen

## Persönlichkeiten
- Paulus Papius (um 1560–1607), Secretarius und Historiker, Papius leitete die Verwaltung der Grafschaft Castell-Remlingen
- Wolfgang Georg I. zu Castell-Remlingen (1619–1668), von 1631 bis 1668 ein Herrscher der geteilten Grafschaft Castell.
- Wolfgang Dietrich zu Castell-Remlingen (1641–1705), von 1668 bis 1709 Herrscher der Grafschaft Castell-Remlingen (Landesportion Castell), weitere Ämter in der Markgrafschaft Ansbach und in der Kurpfalz.
- Friedrich Magnus zu Castell-Remlingen (1646–1717), von 1668 bis 1717 Herrscher der Grafschaft Castell-Remlingen (Landesportion Remlingen), tat sich als Generalfeldmarschall in den Türkenkriegen und dem Spanischen Erbfolgekrieg hervor.
- Albrecht Friedrich Carl zu Castell-Castell (1766–1810), 1773 bis 1806 Herrscher der Grafschaft Castell, begründete die Linie Castell-Castell und stand dieser Linie auch nach der Auflösung der Grafschaft im Jahr 1806 als Standesherr vor.
- Christian Friedrich zu Castell-Rüdenhausen (1772–1850), von 1803 bis 1806 Herrscher der Grafschaft Castell, Begründer der Linie Neu-Castell-Rüdenhausen
- Wilhelm Stäblein (1900–1945), deutscher Fernmeldetechniker und Hochschullehrer für Fernmeldetechnik

## Sport
Der Verein TTC Remlingen spielte in der Saison 1974/75 in der Tischtennis-Bundesliga.

## Wissenswertes
- Die Vorfahren des ehemaligen Premierministers von Alberta, Ralph Klein, stammen aus Remlingen. Im Jahr 2005 besuchte er deshalb das unterfränkische Dorf, als er auf dem Weg nach Südafrika, zu einer OPEC-Konferenz, in Deutschland einen Zwischenstopp einlegte.
- Einer der ältesten Weinberge in Franken, der Höhberg, wurde im Jahre 839 erstmals urkundlich erwähnt. Dessen Weinrebe spiegelt sich heute im Remlinger Wappen wider.
- Der Ortsneckname Pfaangl kommt von der besonderen Aussprache dieses Wortes durch die Remlinger, das in den Nachbargemeinden nur mit einem kurzen A ausgesprochen wird.